# Similitude (mécanique des fluides)
En mécanique des fluides la similitude est la mise en évidence de nombres sans dimensions permettant de réduire le nombre de paramètres intervenant dans les équations décrivant un système afin de simplifier son analyse, voire ses équations comme dans le cas de la couche limite. Cela permet la définition d'expériences représentatives à une échelle plus accessible que le phénomène réel.

## Invariance d'échelle
Un système est décrit par des variables qui ont chacune une dimension, laquelle est un produit de puissances entières de dimensions élémentaires de grandeurs de base : temps T, longueur L, masse M, température Θ et charge électrique Q. Cette règle est à nuancer par le cas des angles dont le statut est incertain.
Les équations décrivant le système étudié doivent être covariantes, c'est-à-dire être conservées dans une dilatation ou une contraction de l'échelle qui mesure toute variable élémentaire. Le système s'écrit sous une forme quelconque de variables sans dimension. Un exemple est la mesure des populations microscopiques en thermodynamique qui dépend de la fréquence ν et de la température θ par l'intermédiaire d'une fonction exponentielle de l'énergie réduite h ν / k θ. Un tel système est naturellement covariant. Un exemple en est le nombre d'occupation dans un faisceau lumineux.
La propriété de covariance peut également être obtenue dans le cas suivant : toute variable dépendante ω est un produit de puissances de variables élémentaires et le système est décrit par des opérateurs différentiels
{\displaystyle \omega =T^{\alpha }L^{\beta }M^{\gamma }\Theta ^{\delta }Q^{\epsilon }}
En effet si l'on multiplie chaque variable élémentaire par une constante, ω sera multiplié par une constante et l'opérateur relatif à une variable multiplié par la constante correspondante
{\displaystyle \mathbf {d} t^{\alpha }=\alpha \mathbf {d} t\,,\quad \mathbf {d} l^{\beta }=\beta \mathbf {d} l\;...}
La forme de l'équation descriptive sera donc inchangée, seuls les coefficients multiplicatifs le seront. 
L'analyse dimensionnelle repose sur le théorème de Vaschy-Buckingham qui établit que si une équation physique met en jeu n variables physiques dépendant de k unités fondamentales, alors il existe une équation équivalente mettant en jeu n - k variables sans dimension construites à partir des variables originelles.
Cette méthode est couramment utilisée en mécanique des fluides, l'exemple le plus spectaculaire étant la description par Andreï Kolmogorov de la cascade turbulente.

## Auto-similarité
Dans certains cas il est possible de mettre en évidence un nombre sans dimension permettant de transformer les équations de telle manière que les solutions en un point quelconque ou à un instant quelconque se réduise à une expression unique.
Un exemple trivial est la propagation d'une onde sonore de vitesse a : la solution spatio-temporelle du problème ne dépend que de x / a t. Plus généralement cette propriété est importante dans le problème de Riemann qui est à la base de la théorie des caractéristiques pour un écoulement supersonique mais qui constitue également un ingrédient de base de certains schémas numériques couramment utilisés en mécanique des fluides.
Un exemple historique est la mise en évidence des échelles de turbulence par Kolmogorov.
Un autre exemple de solution est donné par la recherche d'un profil « universel » de vitesse dans une couche limite, conduisant à l'équation de Falkner-Skan. De tels calculs n'ont aujourd'hui que peu d'intérêt pratique. Ils ont été effectués à une époque où les moyens de calcul étaient très limités et les résultats obtenus éclairent les mécanismes physiques mise en jeu.
Cette notion est également utilisée pour interpréter des résultats expérimentaux dont les résultats montrent une certaine similitude (au sens commun du terme) entre eux en supposant que le résultat dépend d'un produit de puissances de certaines variables. Cette méthode a été largement utilisée dans divers domaines de la mécanique des fluides. Ce type d'approche présente le danger d'extrapolation du résultat par des utilisateurs non avertis.

## Nombres adimensionnels
L'obtention des nombres sans dimension passe par l'application d'un mécanisme consistant à choisir des quantités de référence du problème puis à réécrire les équations constitutives avec ces nouvelles variables. Cette écriture fait apparaître des nombres sans dimension comme facteurs multiplicatifs : ce sont les nombres recherchés puisque la solution des nouvelles équations ne dépend que de ceux-ci. Ce choix n'est pas unique.
Il existe pléthore de nombres sans dimension adapté à tel ou tel problème spécifique. Ces quantités ne sont pas indépendantes.
Ces grandeurs sont utilisées pour effectuer des expériences à l'échelle du laboratoire. Ceci est important dans de nombreux domaines : aérodynamique, hydrodynamique ou domaine environnemental. Pour ce dernier cas prenons l'exemple traité ci-dessus. Pour que l'expérience soit entièrement représentative il faut respecter les nombres de Reynolds et de Froude. On doit donc avoir
{\displaystyle {\frac {g_{1}L_{1}}{\nu _{1}^{2}}}={\frac {g_{2}L_{2}}{\nu _{2}^{2}}}}
- Avec le même fluide ( ν1 = ν2 ) il faut utiliser une accélération importante dans l'expérience. Ceci peut se faire en utilisant une centrifugeuse, mais cela constitue une expérience difficile à mettre en œuvre.
- Avec la même accélération il faut utiliser des fluides de viscosité plus faible, par exemple l'hélium pour l'air dans certaines expériences d'aérodynamique. Il n'est pas toujours possible de trouver de tels fluides.

On en est donc souvent réduit à des expériences qui ne reproduisent que partiellement les phénomènes.